# Kenya Association of Music Producers
La Kenya Association of Music Producers (KAMP) è un'organizzazione non governativa non a scopo di lucro in rappresentanza dell'industria musicale del Kenya e i musicisti, interpreti, autori e compositori che ne fanno parte.